# Passiebloem
Passiebloem (Passiflora) is een geslacht van meest overblijvende en meestal klimmende planten met ranken in de familie Passifloraceae. De enig bekende eenjarige soort is Passiflora gracilis. Ook zijn er bomen en struiken onder de passiebloemen. Er zijn ruim vijfhonderd soorten bekend. De passievruchten van een aantal soorten zijn eetbaar.

## Verspreiding
Het natuurlijke verspreidingsgebied van de passiebloemen ligt in Noord-Amerika, op de Cariben en in Midden- en Zuid-Amerika. In Zuid-Amerika komen ze voor van de Andes tot in tropisch laagland. Australië heeft meerdere soorten die daar van oorsprong voorkomen. Ook in Oceanië en Azië komen van oorsprong passiebloemen voor. Afrika heeft geen passiebloemen die daar van oorsprong voorkomen; hier ligt wel het natuurlijke verspreidingsgebied van het verwante geslacht Adenia.
Volgens de overlevering gebruikten Spaanse missionarissen passiebloemen ter illustratie om het kruisigingverhaal van Jezus Christus over te brengen. Toen zij passiebloemen in Amerika ontdekten, zagen zij in de vijf kelk- en de vijf kroonbladeren een verwijzing naar tien van de twaalf apostelen: Petrus en Judas zijn uitgezonderd. De drie stampers leken op de spijkers waarmee Jezus Christus aan het kruis werd genageld. De corona leek op de doornenkroon van Christus. De kronkelige ranken leken op een zweep. De drie schutbladeren stelden de drie Maria's (Jezus' moeder, Maria van Bethanië en Maria Magdalena) bij het kruis voor. Het blauw van de bloem verwees naar de hemel of naar het blauwe kleed van Maria.
Aangezien passiebloemen pas in de 16e eeuw in Zuid-Amerika ontdekt zijn, moet de legende dat de plant zich om het kruis van Christus heeft gewonden als onzin worden afgedaan. Het verhaal is waarschijnlijk ook aangepast om het kloppend te maken met de beschrijving van Passiflora caerulea, omdat deze soort waarschijnlijk als eerste passiebloem in Europa is geïntroduceerd.

## Verdediging
De passiebloemen zijn de waardplanten voor de rupsen van heliconiusvlinders zoals de zebravlinder (Heliconius charitonius) en Heliconius erato. De passiebloemen beschikken over een bijzondere vorm van mimicry om zich tegen de bladaantasting door de rupsen van deze vlinders te beschermen. Bij het afzetten van de eieren vermijden deze vlinders de bladeren waarop zich reeds eitjes van soortgenoten bevinden, wat kannibalisme voorkomt en de kansen van de rupsen op overleving vergroot. De eieren zijn geel van kleur en rond van vorm. De passiebloemen die door deze rupsen gegeten worden produceren kleine, ronde gele bolletjes op de stengels of bladeren die dienen als nep-eitjes om de vlinders te misleiden.

## Taxonomie van passiebloemen
Ellsworth Paine Killip verdeelde Passiflora in 24 ondergeslachten. In 2003 stelden John MacDougal en Christian Feuillet een indeling voor, waarbij zij het aantal ondergeslachten terugbrachten tot vier: Astrophea, Deidamioides, Decaloba en Passiflora. Deze ondergeslachten verdeelden zij weer in eventuele supersecties, secties en reeksen (series).

### Beschreven soorten
- Passiflora alata
- Passiflora aurantia
- Passiflora biflora
- Passiflora caerulea

- Passiflora citrina
- Passiflora coriacea
- Passiflora edmundoi
- Passiflora edulis met de vormen
  - Passiflora edulis f. edulis
  - Passiflora edulis f. flavicarpa
- Passiflora foetida
- Passiflora gibertii
- Passiflora herbertiana
- Passiflora incarnata
- Passiflora jorullensis
- Passiflora kermesina
- Passiflora laurifolia
- Passiflora ligularis
- Passiflora lindeniana
- Passiflora loefgrenii
- Passiflora lutea
- Passiflora morifolia
- Passiflora murucuja
- Passiflora organensis
- Passiflora picturata
- Passiflora punctata
- Passiflora quadrangularis
- Passiflora racemosa
- Passiflora rubra
- Passiflora serratifolia
- Passiflora suberosa
- Passiflora subpeltata
- Passiflora tarminiana
- Passiflora tulae
- Passiflora vitifolia
- Passiflora xishuangbannaensis
- Passiflora yucatanensis

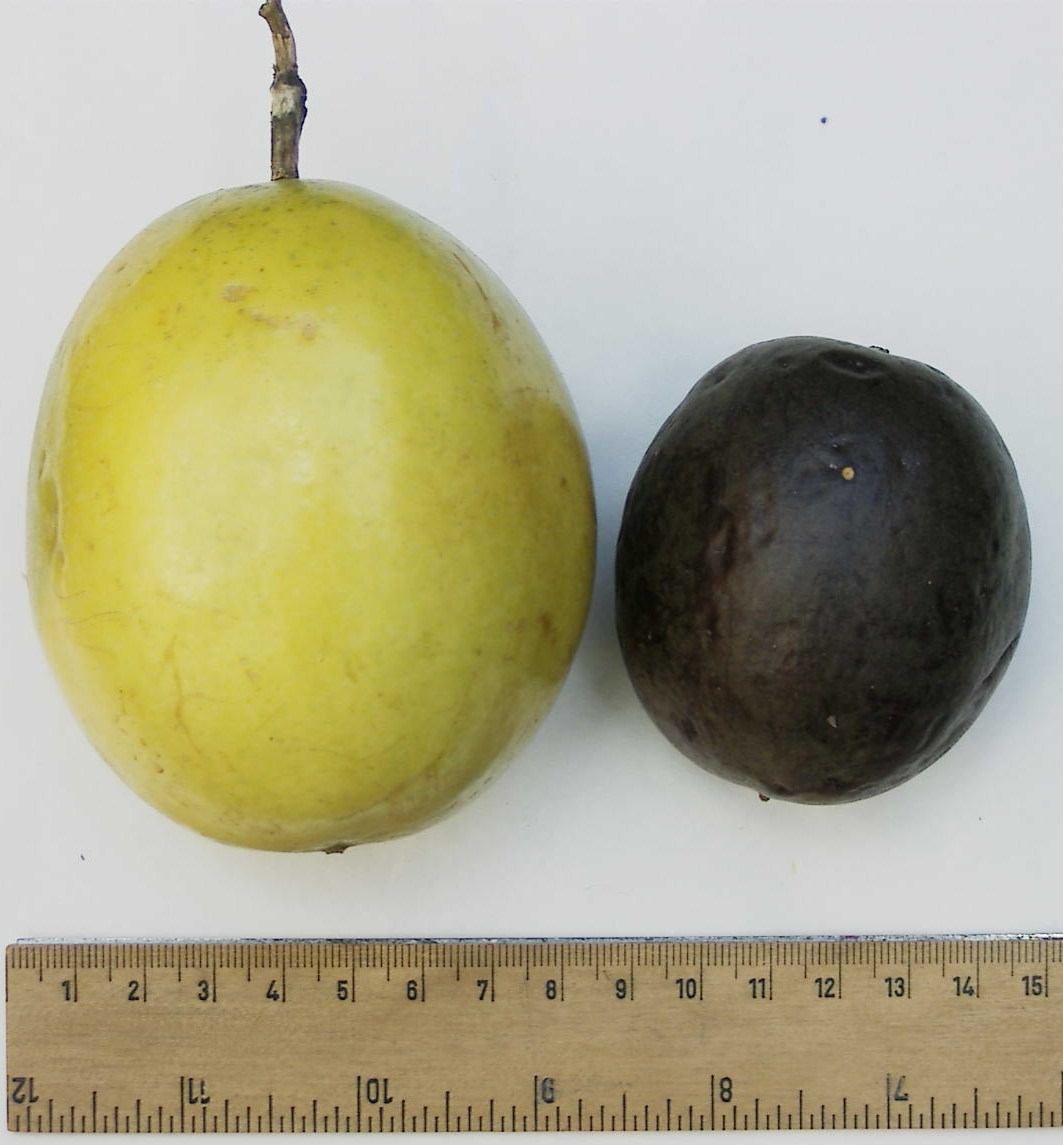
Vruchten van de twee vormen van Passiflora edulis: links f. flavicarpa en rechts f. edulis

Naast de natuurlijk voorkomende soorten zijn er veel gekweekte hybriden en andere cultivars:
- Passiflora caerulea 'Constance Elliott' (kloon van Passiflora caerulea)
- Passiflora 'Incense' (Passiflora cincinatta × Passiflora incarnata)
- Passiflora ×kewensis 'Amethyst' (Passiflora caerulea × Passiflora kermesina, ook bekend als Passiflora 'Amethyst', Passiflora 'Lavender Lady' en Passiflora 'Star of Mikan')
- Passiflora 'Sunburst' ( Passiflora gilbertiana × Passiflora jorrulensis)
- Passiflora 'Violaceae' ( Passiflora caerulea × Passiflora racemosa)

Naast deze al langer bestaande hybriden zijn er de laatste jaren door het in cultuur komen van soorten als Passiflora gritensis, Passiflora loefgrenii, Passiflora kermesina en Passiflora insignis bijzondere hybriden gekweekt. Voor het eerst is er een passiebloem met "gevulde bloemen" (Passiflora 'Wilgen K. Verhoeff').
- Passiflora 'Wilgen K. Verhoeff' (Passiflora insignis × Passiflora mixta)
- Passiflora 'Purple Pendullum' ( Passiflora caerulea × Passiflora loefgrenii)
- Passiflora 'Anastasia' (Passiflora gritensis × Passiflora caerulea)
- Passiflora 'Alexia' (Passiflora gritensis × Passiflora kermesina)
- Passiflora 'Ariane' (Passiflora gritenis × Passiflora loefgrenii)

## Medische toepassingen
Binnen de fytotherapie wordt het als kalmeringsmiddelen en als slaapmiddel gebruikt. Ze bevatten monoamino-oxidaseremmers als harmine en kunnen ook als drug gebruikt worden. De effecten zijn in hoge dosis te vergelijken met die van Cannabis sativa.

### Wetenschappelijk bewijs
Er bestaan wetenschappelijke aanwijzingen dat Passiflora incarnata gebruikt kan worden als kalmeringsmiddel, waarbij de effecten vergelijkbaar zijn met die van benzodiazepinen zoals oxazepam.
Er kunnen bijwerkingen optreden, waaronder sufheid, verwarring en ataxie. Ook kan er een wisselwerking optreden met bepaalde antidepressiva. Hoge doseringen kunnen mogelijk ook een risico met zich meebrengen en het is niet bekend of het middel veilig is tijdens de zwangerschap en het geven van borstvoeding.

## Passiebloemen in Nederland
In Nederland zijn passiebloemen te zien. Passiflora caerulea is in Europa algemeen verkrijgbaar. Dit geldt ook voor de vruchten van Passiflora edulis f. edulis. De Botanische Tuin TU Delft heeft  Passiflora edulis f. edulis en  Passiflora edulis f. flavicarpa in zijn collectie. In de Botanische Tuin Fort Hoofddijk op het universiteitscomplex De Uithof te Utrecht zijn onder andere  Passiflora coriacea,  Passiflora foetida, Passiflora rufostipulata en Passiflora trifasciata te zien. In de tropische vlinderkas van Diergaarde Blijdorp is ook  Passiflora foetida te zien. In de Burgers' Bush (Burgers' Zoo in Arnhem) is Passiflora serratodigitata te zien. In de Hortus botanicus Leiden is een imposante  Passiflora racemosa te bezichtigen. De grootste collectie is te zien bij de Passiflorahoeve in Harskamp die de Nationale Plantencollectie Passiflora beheert.

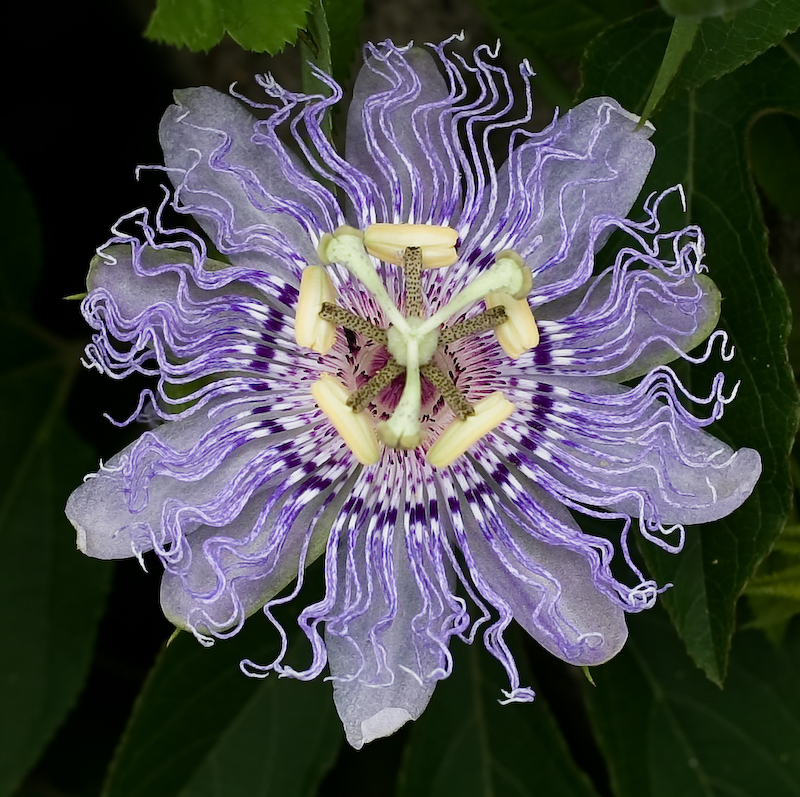
Passiflora incarnata
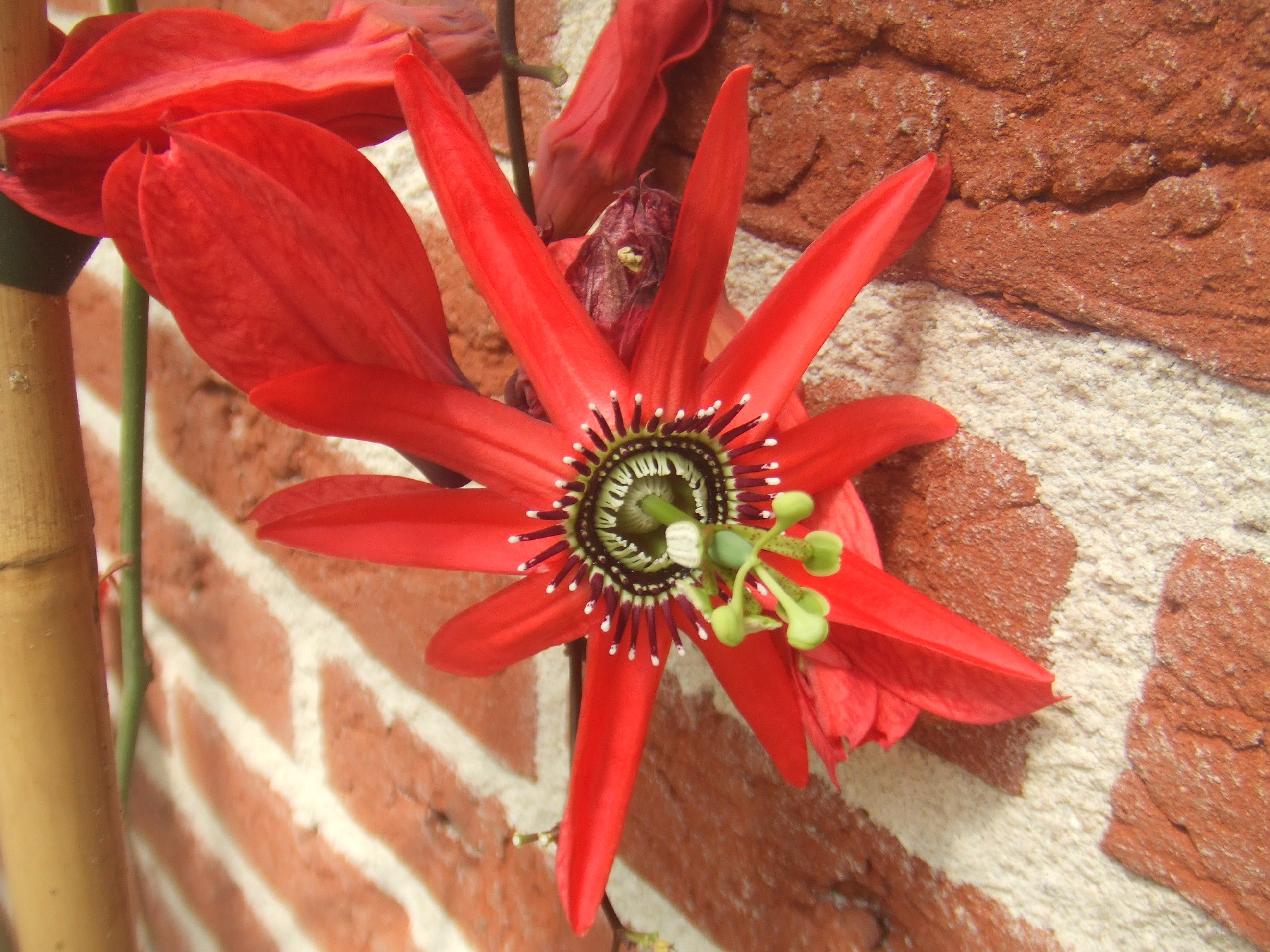
Passiflora racemosa
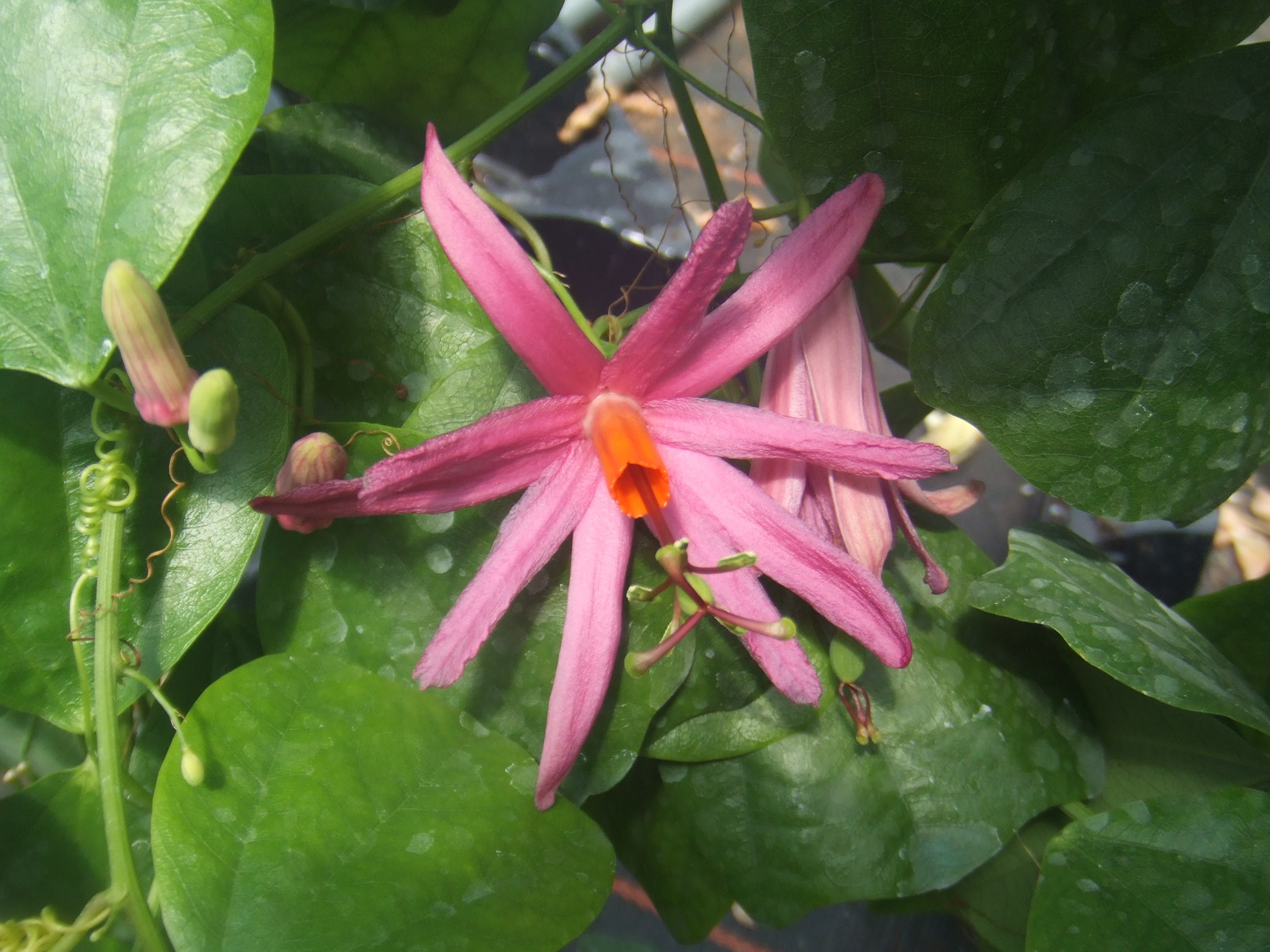
Passiflora tulae
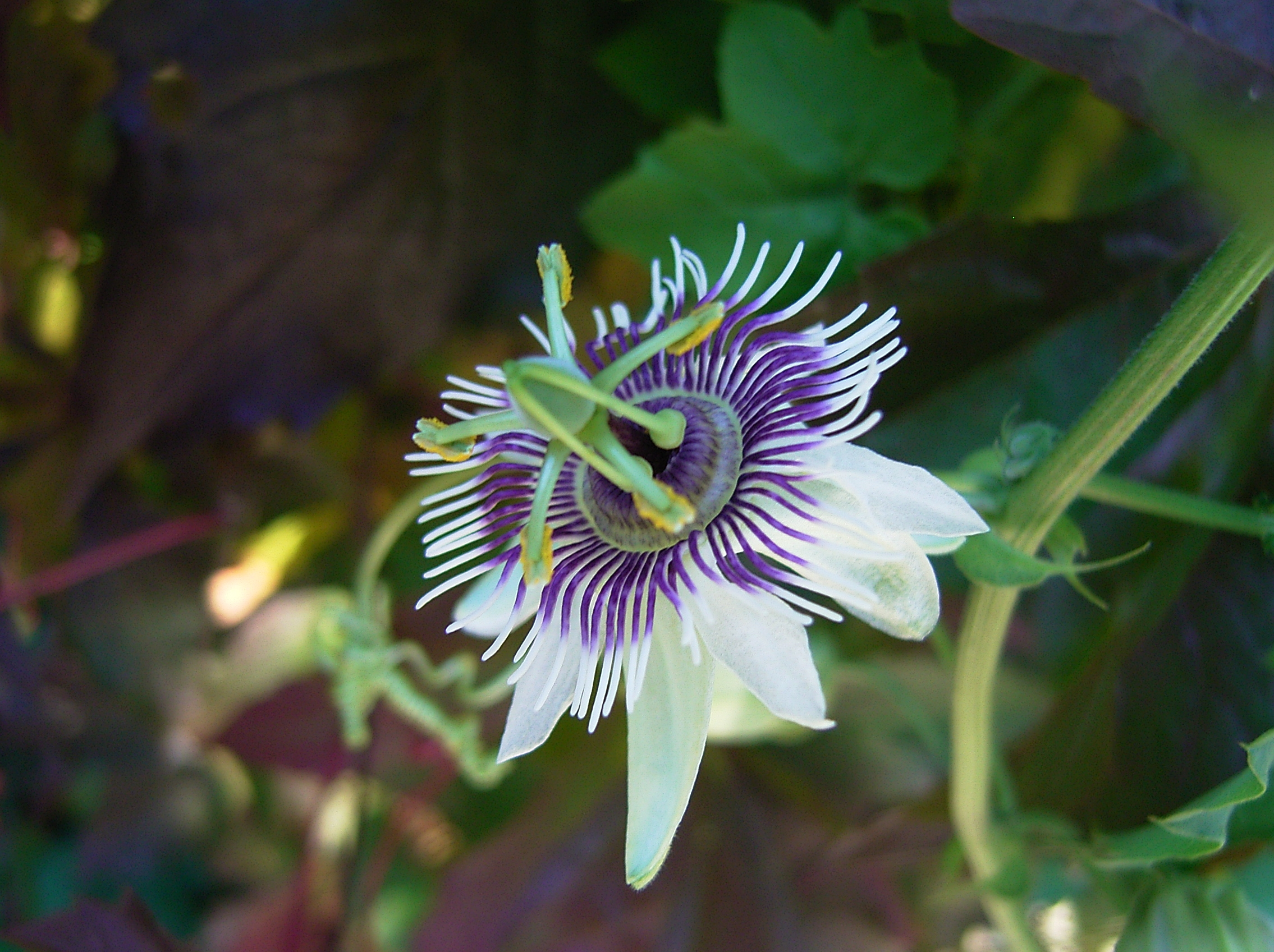
Passiflora morifolia
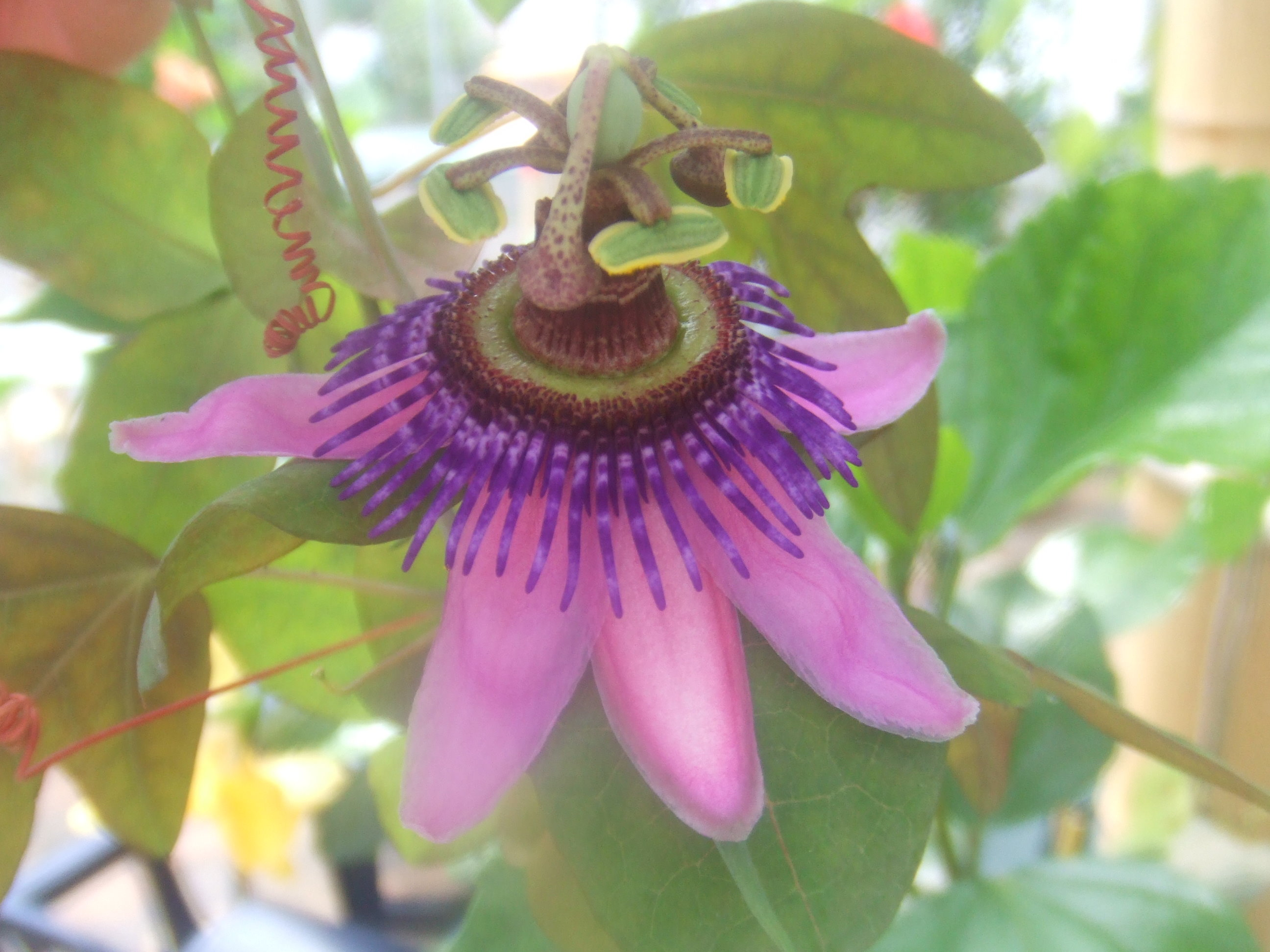
Passiflora picturata
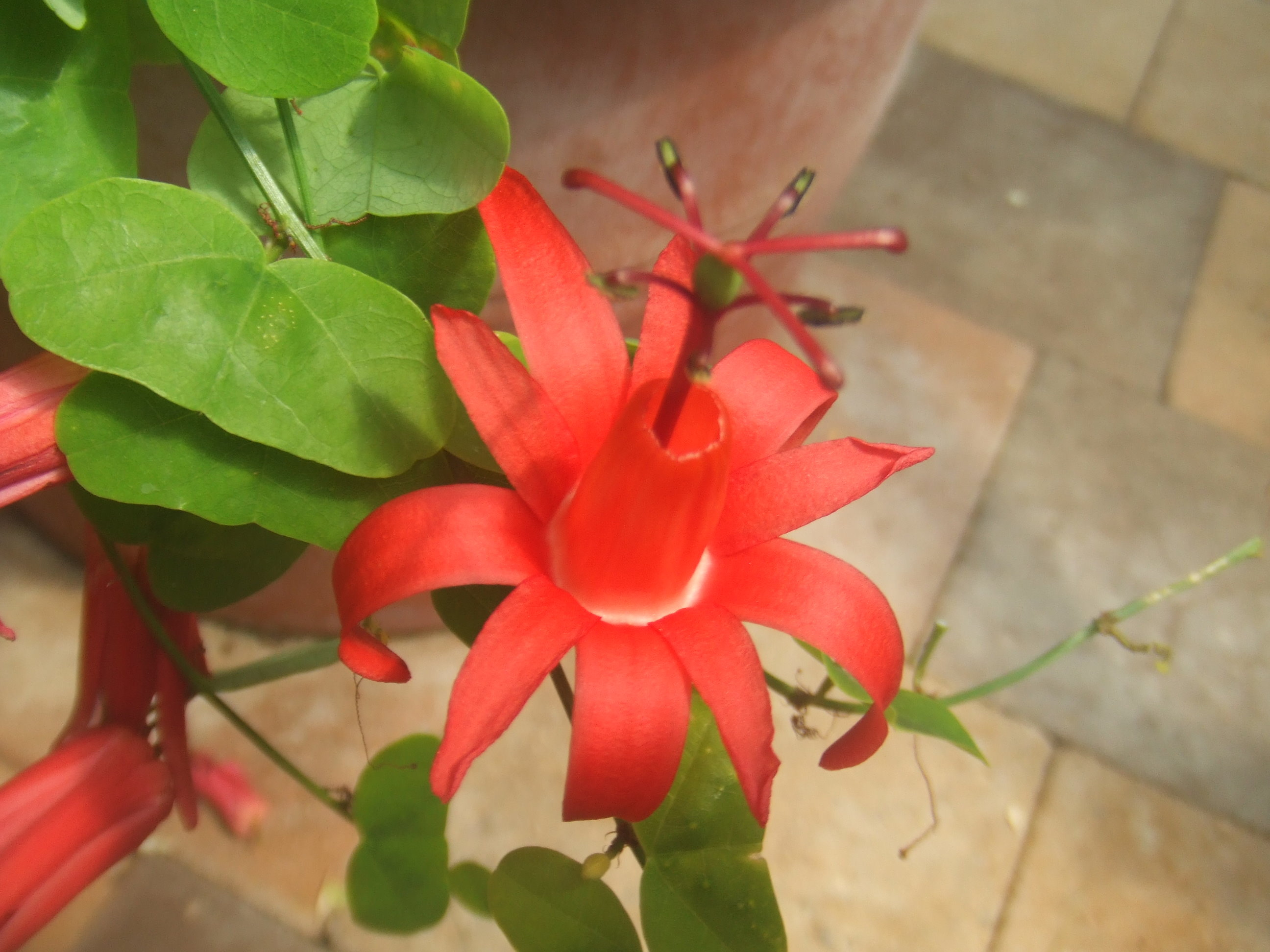
Passiflora murucuja
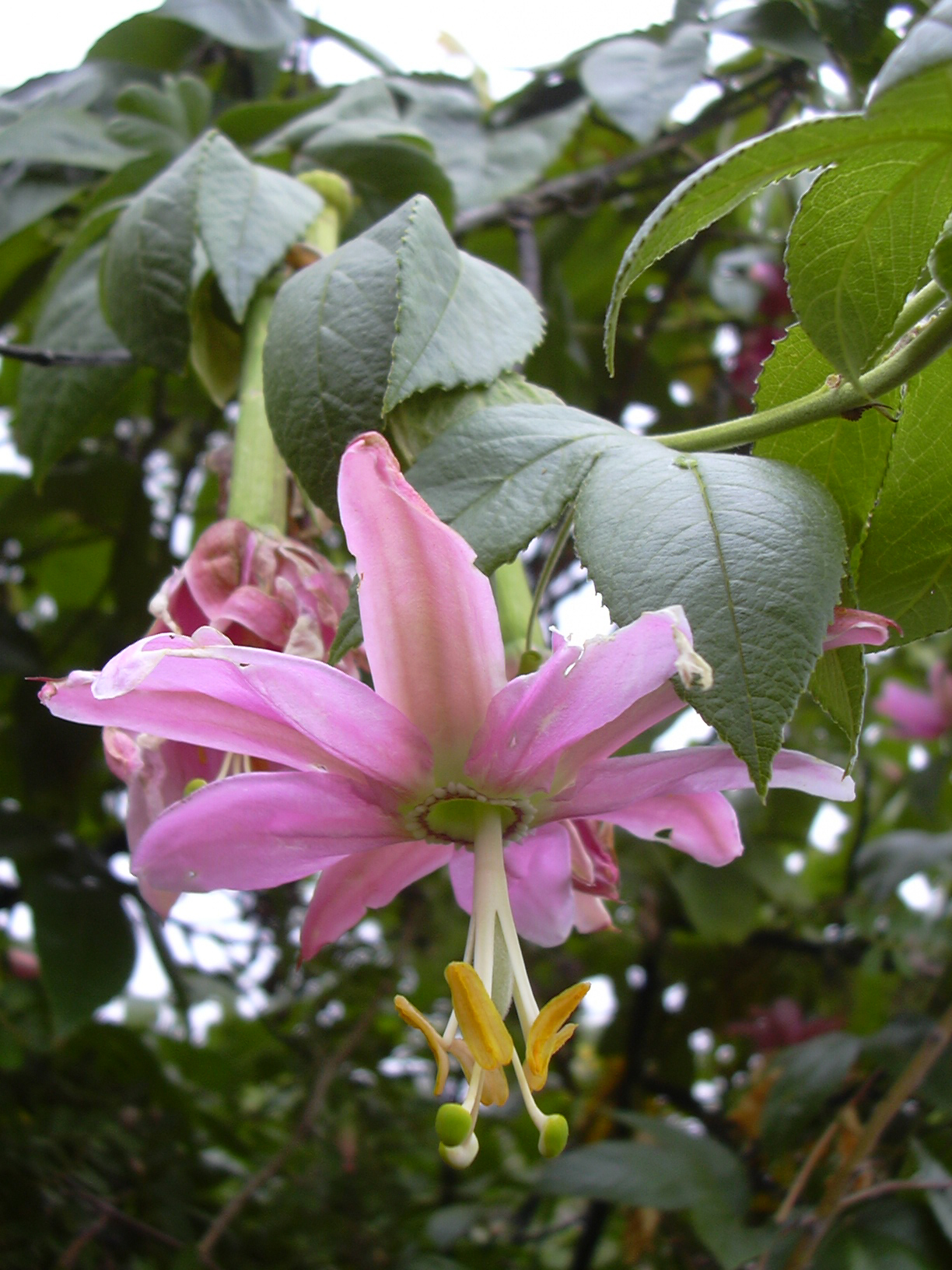
Passiflora tarminiana
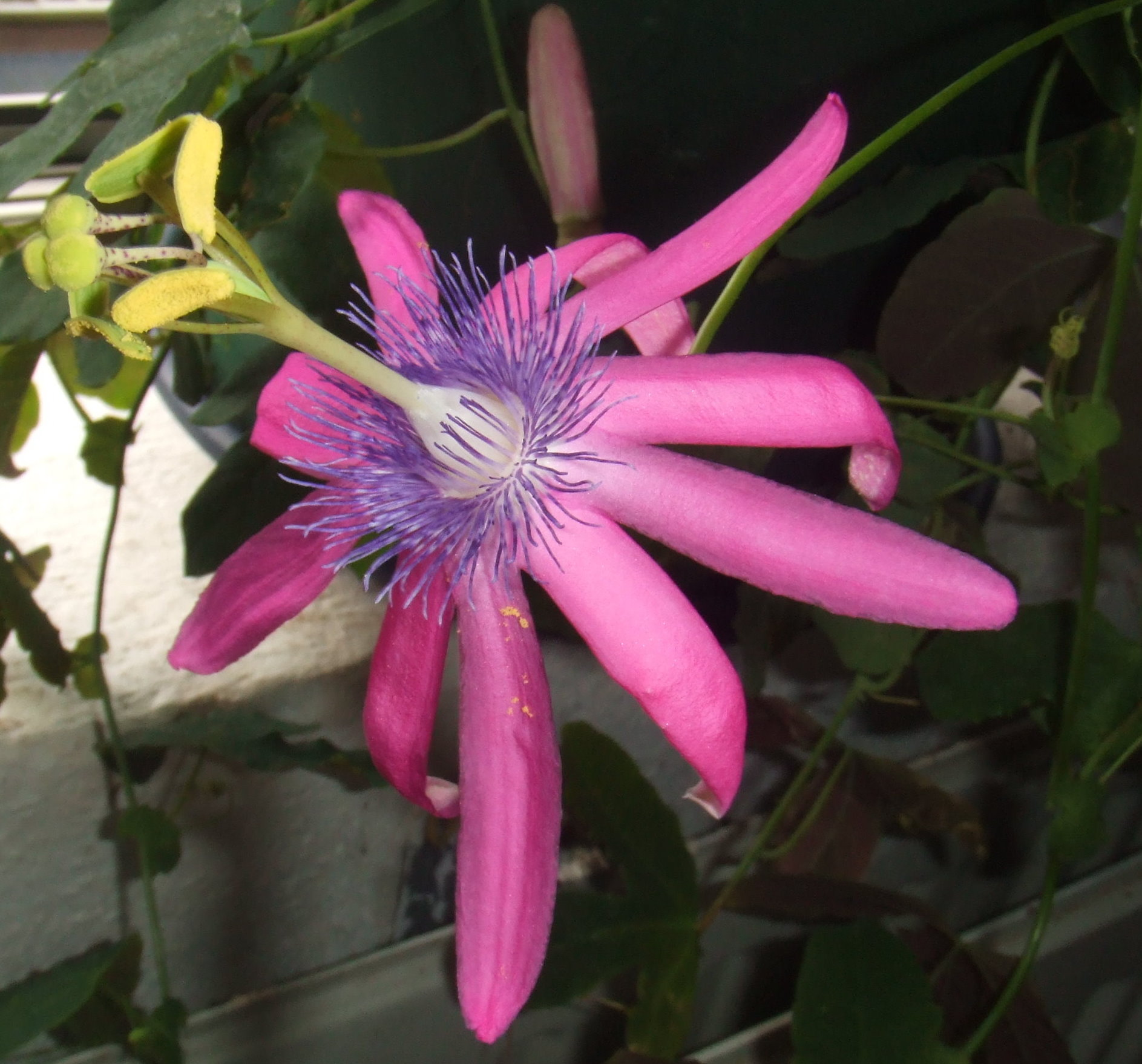
Passiflora kermesina
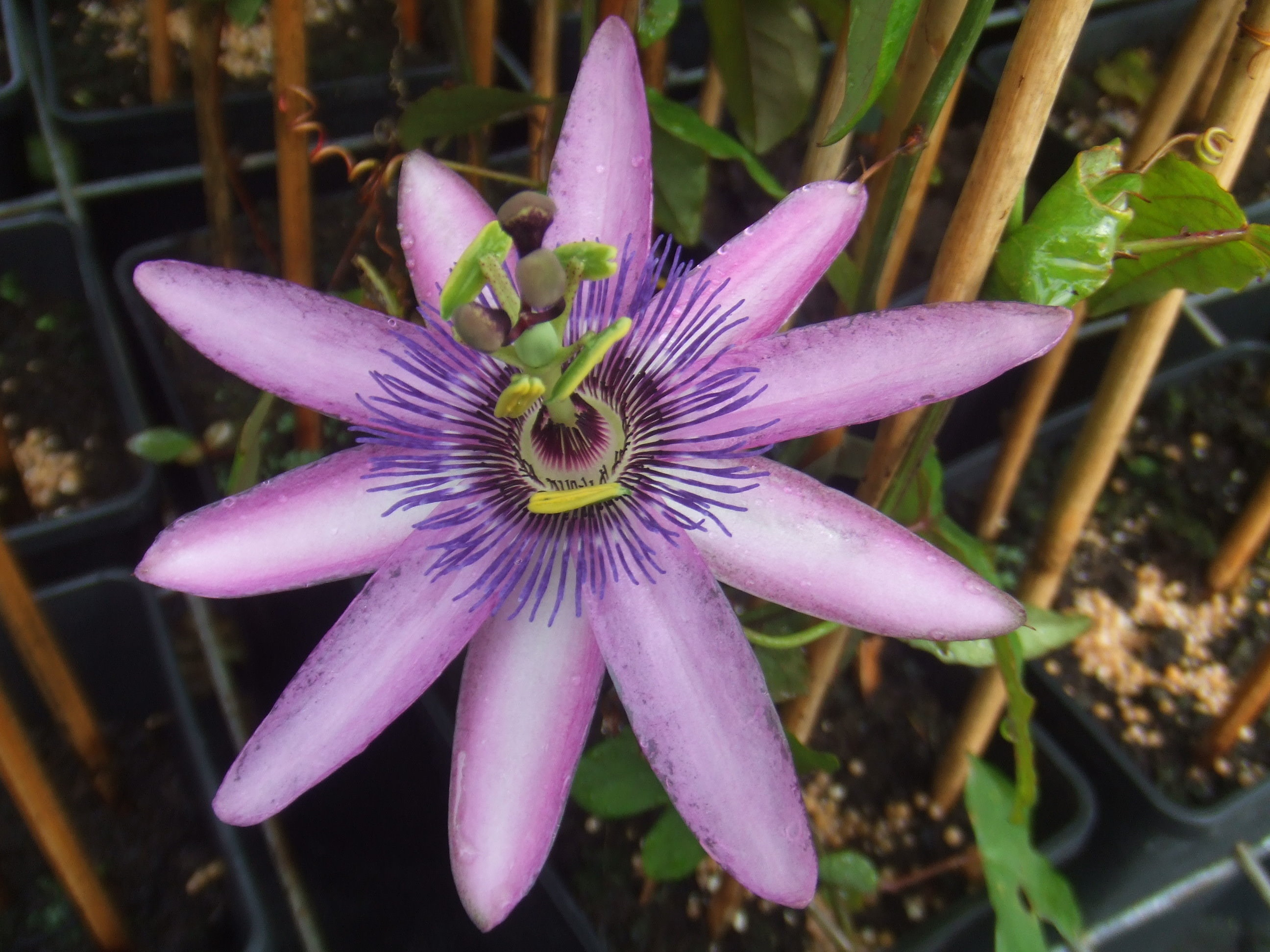
Passiflora ×kewensis 'Amethyst'
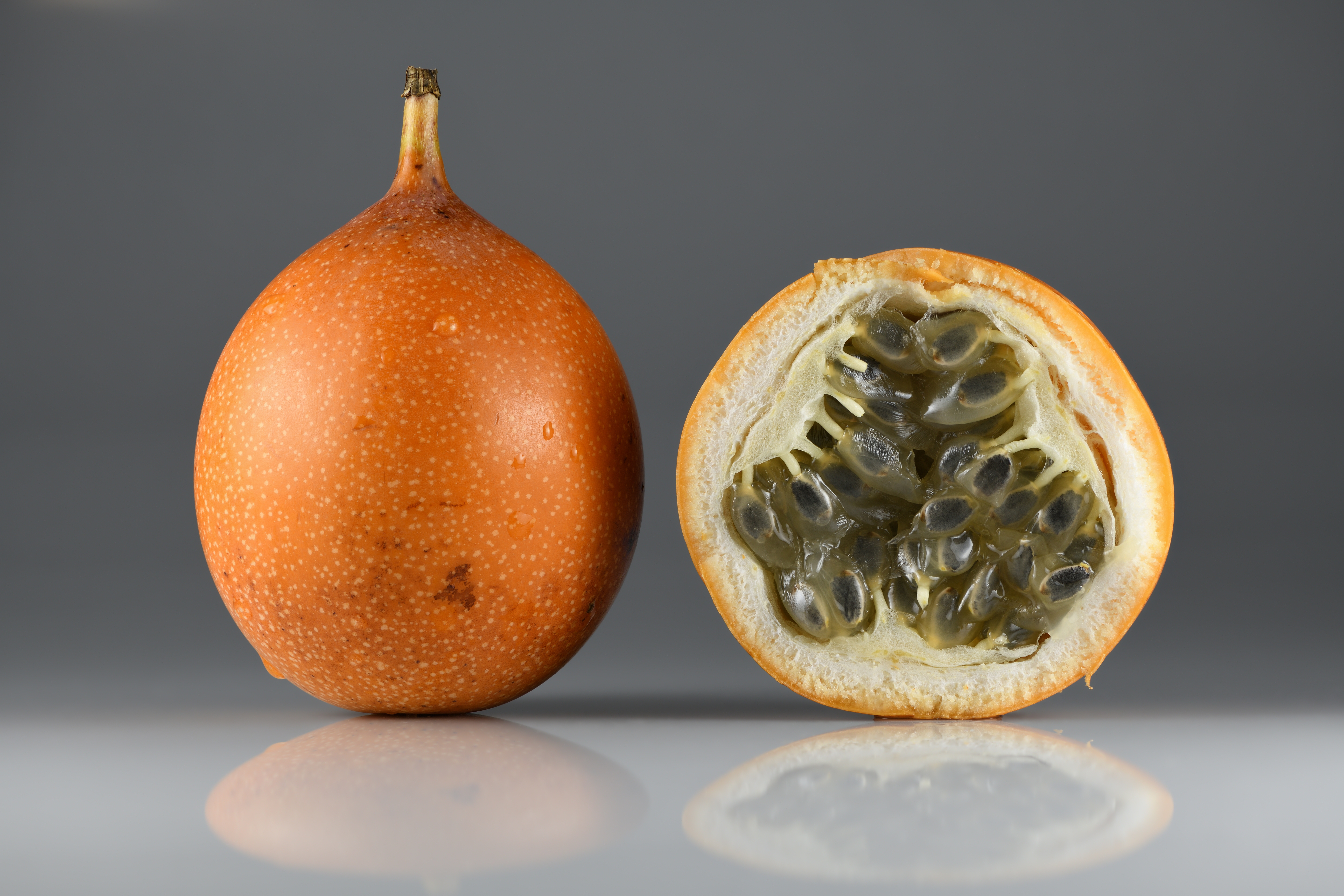
Passievrucht van Passiflora ligularis
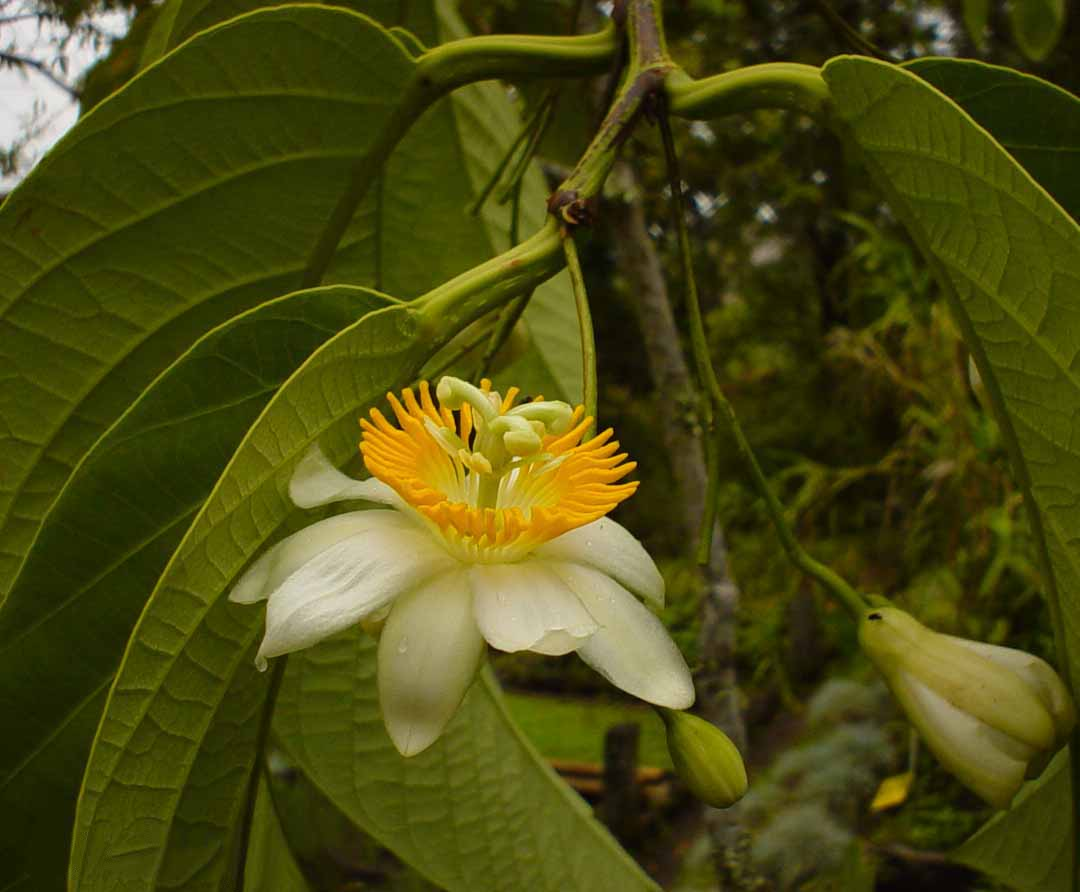
Passiflora arborea
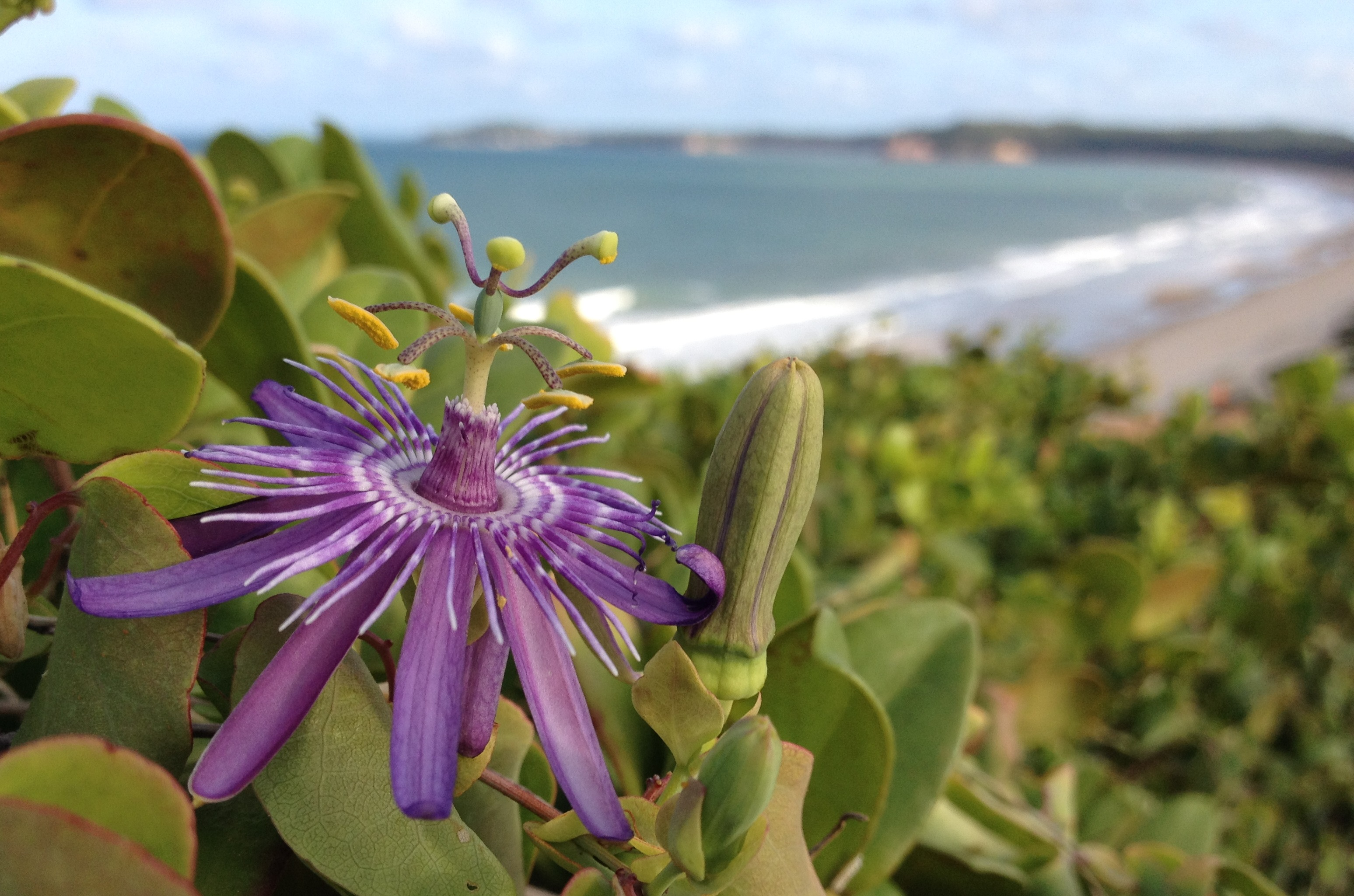
Passiflora subrotunda bij de Atlantische kust in Brazilië